# Niefang
Niefang est une ville de la province du Centro-Sur, située dans la partie centrale de la région continentale de Guinée équatoriale. Niefang est le chef-lieu du district du même nom, qui comptait 37 273 habitants lors du recensement de 2001. La ville se trouve sur le cours du fleuve Mbini, au carrefour de routes reliant Bata aux principales villes de l'intérieur de la région continentale : Evinayong, Ebebiyín, Mongomo.